# Дворцов Володимир Леонідович
Володимир Леонідович Дворцов (17 січня 1956) — український боксер та тренер з боксу, майстер спорту СРСР (1978), заслужений тренер України (1993).

## Життєпис
Народився в селищі міського типу Сартана, нині — Маріупольського району Донецької області.
Займатися боксом почав у 1968 році. Двічі вигравав першість ДТС «Спартак», двічі діставався чвертьфіналу на першостях УРСР, був переможцем і призером п'яти всесоюзних турнірів — в Омську, Нижньому Новгороді, Івано-Франківську, Маріуполі та Севастополі.
У 1974—1976 роках проходив дійсну строкову військову службу у лавах ЗС СРСР.
З 1976 року — на тренерській роботі, працював тренером ДСТ «Спартак» у м. Жданов (нині — Маріуполь).
У 1983 році закінчив Ворошиловградський педагогічний інститут.
У 1990—1992 роках — тренер збірної команди СРСР з боксу, у 1993—1997 роках — старший тренер національної збірної команди України з боксу. У 1996 році — головний тренер національної збірної команди України з боксу до XXVI літніх Олімпійських ігор в Атланті (США).
З 2000 року — засновник, головний тренер і директор Всеукраїнської школи боксу «Зірки України» (м. Київ), з 2002 року — засновник спортивного клубу «Спартак-Поділ» (м. Київ)
У 2003 році закінчив Українську академію зовнішньої торгівлі.
Серед найвідоміших вихованців — Олексій Джунківський, Євген Зиков, Олег Кудінов.